# Sauvillers-Mongival
Sauvillers-Mongival är en kommun i departementet Somme i regionen Hauts-de-France i norra Frankrike. Kommunen ligger i kantonen Ailly-sur-Noye som tillhör arrondissementet Montdidier. År 2022 hade Sauvillers-Mongival 184 invånare.

## Befolkningsutveckling
Antalet invånare i kommunen Sauvillers-Mongival
| Referens: INSEE |